# From the days of Deucalion chapter 1
From the days of Deucalion chapter 1 is een studioalbum van de Nederlandse muziekgroep Leap Day. Het album is een conceptalbum gebaseerd op het boek Worlds in collision (Werelden in botsing) van Immanuel Velikovsky uit 1950. Het album is opgenomen in Assen (Wallpug) en Groningen (Breitner).
De titel van het album verwijst naar Deucalion.

## Musici
- Gert van Engelenburg – toetsinstrumenten, achtergrondzang
- Jos Harteveld – zang, gitaar
- Eddie Mulder – gitaar, achtergrondzang
- Koen Roozen – slagwerk
- Peter Stel, basgitaar
- Derk Evert Waalkens – toetsinstrumenten, percussie, achtergrondzang

## Muziek
M= muziek; T= tekst

| Nr. | Titel                                                                  | Duur  |
| --- | ---------------------------------------------------------------------- | ----- |
| 1.  | Ancient times (Mulder (m))                                             | 2:08  |
| 2.  | Signs on the 13th (Engelenburg (m+t), Mulder (m), Waalkens (m))        | 9:40  |
| 3.  | Changing directions (Engelenburg (m+t))                                | 7:48  |
| 4.  | Insects (Mulder (m), Waalkens (m+t))                                   | 11:12 |
| 5.  | Hurricane (Engelenburg (m), Harteveld (m+t), Mulder (m), Waalkens (m)) | 5:09  |
| 6.  | Ambrosia (Engelenbrug (m+t), Mulder (m), Waalkens (m))                 | 5:09  |
| 7.  | Haemus (Engelenburg (m+t))                                             | 5:30  |
| 8.  | Llits doots nus – sun stood still (Engelenburg (m))                    | 6:57  |

Changing directions gaat over de planeten Mars en Venus, die volgens het boek respectievelijk in de zevende/achtste eeuw en 15e eeuw rakelings langs de Aarde zijn gescheerd en pas dan op de huidige plaats terechtkwamen. Hurricane behandelt de stormen op aarde als gevolg van de bijnabotsing tussen Venus en Aarde. 